# Ло-Еспехо

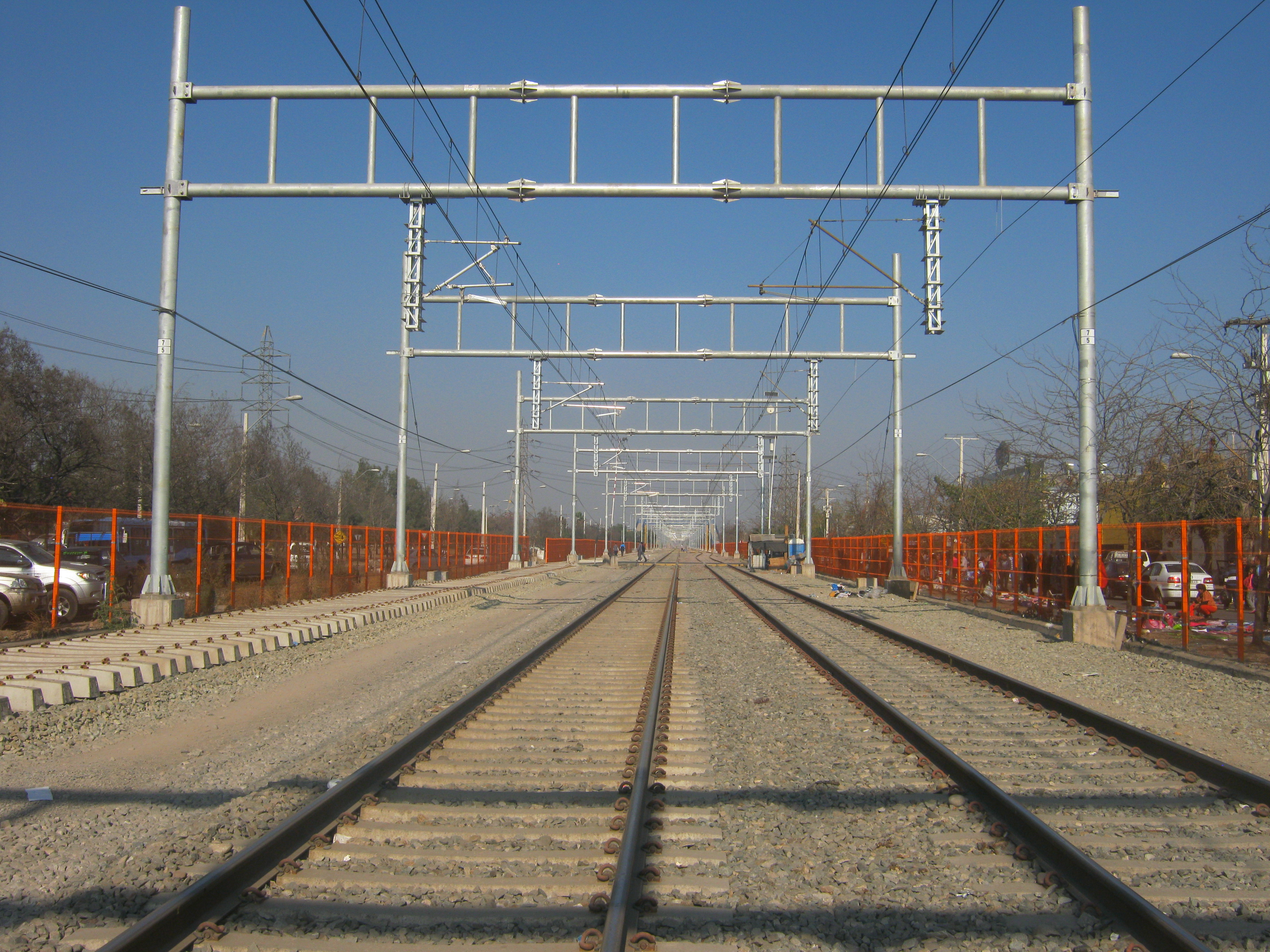
Залізниця у Ло-Еспехо.

Ло-Еспехо (ісп. Lo Espejo) — комуна в Чилі. Одна з міських комун міста Сантьяго. Комуна входить до складу провінції Сантьяго і Столичного регіону.
Територія — 7 км². Чисельність населення — 98 804 мешканців (2017). Щільність населення — 14114,9 чол./км².

## Розташування
Комуна розташована на південному заході міста Сантьяго.
Комуна межує:
- на півночі — з комуною Педро-Агуїрре-Серда
- на сході — з комуною Ла-Сістерна
- на півдні — з комуною Сан-Бернардо
- на заході — з комуною Серрильйос